# Georg Wilhelm Pabst

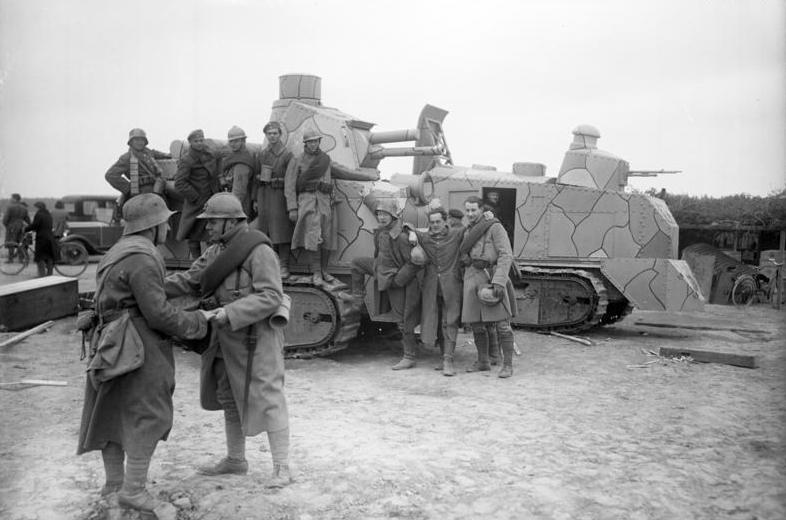
Från inspelningen av Västfronten 1918, 1930.

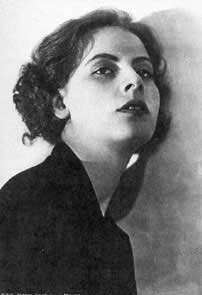
Greta Garbo under inspelningen av Den glädjelösa gatan, 1925.

Georg Wilhelm Pabst, känd som G.W. Pabst, född 25 augusti 1885 i Raudnitz i Böhmen i Österrike-Ungern (nu Roudnice i Tjeckien), död 29 maj 1967 i Wien, var en österrikisk filmregissör som verkade i Österrike, Tyskland, Frankrike och USA.
Pabst är mest känd som regissören till stumfilmsklassikerna Den glädjelösa gatan (1925)  med Greta Garbo och Pandoras ask (1929) med Louise Brooks. Med ljudfilmerna Västfronten 1918 (1930), en pacifistisk krigsfilm om första världskriget, och Tolvskillingsoperan (1931) förstärktes hans anseende som en betydande filmregissör.

## Biografi
Pabst arbetade under sin karriär i Tyskland, Frankrike, Italien och USA. Han var verksam som regissör under fyra decennier, från 1920-talet till 50-talet.
Några av hans mest kända filmer handlar om kvinnornas situation i mellankrigstidens Tyskland, bland annat Den glädjelösa gatan (Die Freudlose Gasse) 1925 med Greta Garbo och Asta Nielsen, Geheimnisse einer Seele (1926) med Lili Damita, Revolutionens vrakspillror (1927) med Brigitte Helm, Pandoras ask (1928) och Tagebuch einer Verlorenen (1929), de två sista med den utmanande  Louise Brooks i huvudrollen. Han regisserade också, tillsammans med Arnold Fanck, en tysk ”bergfilm”, Lavinen (Die weiße Hölle vom Piz Palü, 1929) där Leni Riefenstahl var den bergsklättrande stjärnan.
När ljudfilmen kom gjorde han tre filmer som säkrade hans rykte: Västfronten 1918 (1930), Tolvskillingsoperan (1931) med Lotte Lenya och Kamratskap (1931). 1932 filmade Pabst tre versioner av Pierre Benoits roman L'Atlantide,  på tyska, engelska och franska, med titlarna Die Herrin von Atlantis, The Mistress of Atlantis, och L'Atlantide. År 1933 regisserade Pabst Don Quijote, även denna på tyska, engelska och franska.
Efter filmerna A Modern Hero (1934) i USA och Mademoiselle Docteur (1936) i Frankrike återvände Pabst till Österrike och Tyskland 1938; för att ta hand om familjeföretaget, hävdade han senare. Han gjorde två filmer i Nazityskland under andra världskriget: Komödianten (1941) och Paracelsus (1943).
Efter kriget gjorde Pabst bland annat  Den förlorade sonen (Der Prozeß) 1948, som gav honom regipriset vid filmfestivalen i Venedig. Filmen handlar om antisemitiska förföljelser i Ungern 1882.
År 1953 övergick Pabst till operascenen och regisserade operor i Italien: La forza del Destino för Maggio Musicale Fiorentino i Florens; en spektakulär Aida  med Maria Callas i huvudrollen för Arena di Verona Festival samt Giuseppe Verdis Trubaduren.
Pabst dog i Wien 1967 och är begravd på kyrkogården Zentralfriedhof Wien.

## Filmografi i urval
- 1925 – Den glädjelösa gatan
- 1927 – Revolutionens vrakspillror
- 1929 – Pandoras ask
- 1929 – En förlorads dagbok
- 1930 – Västfronten 1918
- 1931 – Tolvskillingsoperan
- 1931 – Kamratskap
- 1933 – Don Quijote
- 1939 – Unga flickor i nöd
- 1948 – Den förlorade sonen
- 1955 – Sanningen om 20 juli
- 1955 – Hitlers sista dagar